# Vilém Funk
Vilém Funk (* 14. März 1875 in Prag; † 10. Juli 1955 ebenda) war ein tschechischer Politiker und Rechtswissenschafter. Er war von 1911 bis 1918 Abgeordneter zum Österreichischen Abgeordnetenhaus.

## Leben
Funk wurde als Sohn des Fabrikantenehepaars Jindřich und Alžběta Funk geboren. Er war mit Viléma Nováková verheiratet und wurde 1909 bzw. 1913 jeweils Vater eines Sohnes. Funk besuchte das Gymnasium Kleinseite, wo er 1894 die Matura ablegte. Er studierte in der Folge Rechtswissenschaften an der Karls-Universität Prag, wo er 1899 zum Dr. jur. promovierte. Danach setzte er seine Studien 1900 an der Universität Berlin sowie von 1901 bis 1902 an der Universität Wien fort. Er erwarb sich zwischen 1899 und 1900 Praxis bei der Bezirksfinanzdirektion in Prag und stand von 1902 bis 1903 im Dienst der Finanzprokuratur.
Anschließend arbeitete Funk bis 1909 als Konzipist und Vizesekretär des Landesausschusses, zudem war er ab 1903 Privatdozent für System und Geschichte des Finanzrechtes. Er wurde 1909 zum außerordentlichen und 1912 zum ordentlichen Professor ernannt. Funk übernahm zwischen 1921 und 1922 sowie von 1934 bis 1935 das Amt des Dekans der Rechtsfakultät der Karls-Universität und war zwischen 1938 und 1939 deren Rektor. Des Weiteren war er Vizepräsident der staatlichen staatswissenschaftlichen Prüfungskommission, Mitglied der rechtshistorischen Staatsprüfungskommission, der Kommission für die II. Staatsprüfung an der Handelshochschule, der Kommission für Wirtschaftlichkeit der öffentlichen Verwaltung, des Beratungsausschusses für wirtschaftliche Fragen sowie Experte des damaligen Unifikationsministeriums. Zudem war Funk ordentliches Mitglied der Tschechischen Akademie, ordentliches Mitglied des internationalen Instituts für Verwaltungswissenschaften in Brüssel, Vorsitzender des Aufsichtsrates der Böhmischen Bank, Mitglied des Verwaltungsausschusses der Kredit.Versicherung und der Bank Vršovická záložna.
Funk war zwischen 1908 und 1909 Mitglied des Prager Stadtrates. Er kandidierte für die bereits bei der Ergänzungswahl 1909 Jungtschechen für das Abgeordnetenhaus des Reichsrates, musste sich jedoch in der Stichwahl geschlagen geben. Bei der Reichsratswahl 1911 konnte er sich hingegen im Wahlbezirk Böhmen 5 bereits im ersten Wahlgang mit einer absoluten Mehrheit durchsetzen und blieb bis 1918 Reichsratsabgeordneter. Daneben war Funk Mitbegründer und Obmann des Verbandes tschechischer Beamtenschaft und von 1914 bis 1917 Vorsitzender des Klubs der Staatsbeamten. Der Juristenverein Všehrd und die Liga Akademická ernannten ihn jeweils zu Ehrenmitgliedern.